# María Jesús Bonilla Domínguez
María Jesús Bonilla Domínguez (Madrid, 28 de juliol de 1964) és una política espanyola, diputada pel Partit Popular al Congrés durant la IX, X, XI i XII legislatures.

## Biografia
Llicenciada en Dret per la Universitat Autònoma de Madrid, és advocada de professió. En l'àmbit polític, va ser regidora a l'Ajuntament de Tarancón i alcaldessa d'aquesta mateixa localitat entre 2011 i 2015. També va ser diputada en les Corts de Castella-la Manxa, on va ser secretària general del Grup Popular, i senadora en la VII Legislatura (2000-2003). En 2008 va ser triada diputada per Conca al Congrés, sent reelegida en 2011, 2015 i 2016.